# Горока
Горока (англ. Goroka, ток-пісін Goroka) — місто в Папуа Новій Гвінеї, у провінції Східний Гайлендс.

## Географія
Місто Горока лежить на північному сході острова Нова Гвінея, у гірському регіоні на висоті 1600 метрів над рівнем моря. Населення міста становить 25 000 чоловік, воно є 7-м за величиною населеним пунктом країни. Горока — адміністративний центр провінції Східний Гайлендс. У центрі міста побудовано аеропорт; тут знаходиться кінцевий пункт Гірського шосе завдовжки 285 кілометрів, що починається в місті Лае, центрі провінції Моробе.

### Клімат
Місто знаходиться у зоні, котра характеризується вологим тропічним кліматом. Найтепліший місяць — грудень із середньою температурою 21.8 °C (71.2 °F). Найхолодніший місяць — липень, із середньою температурою 20.3 °С (68.5 °F).
| Клімат Гороки           | Клімат Гороки | Клімат Гороки | Клімат Гороки | Клімат Гороки | Клімат Гороки | Клімат Гороки | Клімат Гороки | Клімат Гороки | Клімат Гороки | Клімат Гороки | Клімат Гороки | Клімат Гороки | Клімат Гороки |
| Показник                | Січ.          | Лют.          | Бер.          | Квіт.         | Трав.         | Черв.         | Лип.          | Серп.         | Вер.          | Жовт.         | Лист.         | Груд.         | Рік           |
| Середній максимум, °C   | 26,7          | 26,5          | 26,5          | 26,9          | 26,3          | 26,1          | 25,6          | 26            | 26,2          | 27            | 27            | 27,5          | 26,5          |
| Середня температура, °C | 21,1          | 21,4          | 21,4          | 21,3          | 20,9          | 20,6          | 20,2          | 20,4          | 20,9          | 21,2          | 21,4          | 21,8          | 21            |
| Середній мінімум, °C    | 15,5          | 16,2          | 16,2          | 15,7          | 15,4          | 15,1          | 14,9          | 14,9          | 15,6          | 15,4          | 15,7          | 16,1          | 15,6          |
| Норма опадів, мм        | 153.4         | 214.5         | 272.2         | 175.7         | 151.9         | 43.8          | 70.4          | 49.2          | 150.1         | 132.1         | 145.4         | 163.8         | 1722.5        |
| Днів з дощем            | 21            | 21            | 24            | 17            | 16            | 10            | 13            | 12            | 17            | 17            | 18            | 17            | 203           |
| ----------------------- | ------------- | ------------- | ------------- | ------------- | ------------- | ------------- | ------------- | ------------- | ------------- | ------------- | ------------- | ------------- | ------------- |
| Джерело: Weatherbase    |               |               |               |               |               |               |               |               |               |               |               |               |               |

## Культура
Горока, наряду з містом Маунт-Гаґен, є головним торговим центром Гірського регіону. Як і в Маунт-Гаґені, у Гороці у вересні щорічно проходить барвистий Гірський фестиваль. «Візитною карткою» горокского фестивалю є виступи «глиняних чоловічків» — аборигенів в масках і костюмах з білої глини.

## Міста-партнери
- Фучжоу, Китай
- Брисбен, Австралія
- Тувумба, Австралія